# De Bekoring
De Bekoring is een roman van Hans Münstermann uit 2006. De hoofdpersoon is Andreas Klein, die ook verscheen in vier eerdere romans van Münstermann.
De bekoring is negen keer herdrukt en won in 2006 de AKO Literatuurprijs.

## Verhaal
In 2004 stort Andreas, na het overlijdensbericht van zijn moeder, zich op zijn jeugd, die zich afspeelde in de jaren ‘50. Hij gaat terug naar 16 juli 1960, de dag dat hij dertien jaar werd. Belangrijker nog was dat zijn moeder die dag vertrok om nog onbekende redenen. Zij liet haar gezin ontredderd achter.
De architect Van Epen ziet haar vertrekken en besluit haar te achtervolgen. Wat volgt zijn de gedachten van Van Epen. Hij heeft de wijk De Harmoniehof waarin het gezin Klein woont, ontworpen. Hij vraagt zich af waarom zij niet langer in het door hem ontworpen huis wil wonen.
Als lezer ontdek je dat de vrouw lijdt aan een posttraumatisch stresssyndroom. Dit komt doordat zij als kind de bombardementen op Dortmund heeft meegemaakt in de Tweede Wereldoorlog.
Destijds begrepen de kinderen niets van het vertrek van hun moeder. Vragen bleven onbeantwoord. Nu hun moeder overleden is, gaan zij een proces van rouw tegemoet. Tijdens deze rouwverwerking spreken zij met elkaar over het verleden. Een aantal van de kinderen heeft in de loop der jaren begrip op weten te bouwen. Ook Andreas krijgt begrip voor wat zijn moeder toentertijd gedaan heeft door het schrijven van zijn boeken. Ondanks dat heeft Andreas zijn moeder toch nooit kunnen vergeven.

## Thema
Het thema van De Bekoring is voornamelijk het onvermogen om emoties te verwerken. De hoofdpersoon Andreas en zijn broers en zussen komen in de periode tussen het overlijden en de uitvaart van hun moeder elke dag bijeen. Als de familieleden bij elkaar zijn spelen emoties een belangrijke rol. De lezer wordt doorgaans geconfronteerd met de gevoelens van de kinderen, die elk op hun eigen manier met de dood van hun moeder omgaan. En om de verschillende gevoelens goed naar voren te brengen, heeft Munsterman de juiste pen in handen:
‘Ze ligt erbij alsof ze nog iets zegt, alsof hij heel goed kan verstaan wat het is. Het is dit: blijf in mijn buurt staan, ik wil aangeraakt worden. Raak me maar aan. Ik ben nog niet stijf en koud. Het is inderdaad alsof ze tegen hem praat. Ze spreekt met iets in haar blik, in haar ene oog dat niet dat net niet helemaal dicht is, waar nog licht op valt en schittert. Ze is er nog wel. Nou en of.'
‘Nou, gaan we dat ouwe lijk begraven of in de fik steken?’ informeert Etter, met zijn hoofd boven de pan.'
Verder staat de vraag waarom hun moeder in 1960 haar biezen heeft gepakt centraal in het boek. Net zoals bij de rouwverwerking bij de dood van hun moeder is ook hier weer sprake van het onvermogen om emoties te verwerken. Waarin motieven zoals moeder-zoonrelatie, bedrog en liefde een belangrijke rol spelen. Een voorbeeld uit het boek waarin dat duidelijk naar voren komt:
‘Ik word hier gek van,’ zegt Etter. ‘En heus niet omdat ik een hypochonder ben.
Wat een moeder! Wat een mens! Uit dat kutwijf moest ik geboren worden.’
Zijn vrouw heeft moeite om Etter niet bij te vallen.
‘Maar,’ zegt Irene peinzend,‘ik moet het ook een plek geven.
Je moet er toch begrip voor hebben’.
‘Hoe kun je hier begrip voor hebben?’
Een lange stilte.

## Structuur
Het boek is opgebouwd uit vijf delen. In deze delen wordt gespeeld met tijd en perspectief. Münstermann springt van het heden naar het verleden door middel van flashbacks. De perspectiefwisselingen zijn opvallend. De ene keer kijkt men door de ogen van Andreas, de andere keer door de ogen van Van Epen en weer een andere keer wordt het verhaal verteld.

## Deel 1. Laatste kleinigheid
Tijdlijn 1.
De vrouw van Andreas zegt hem dat zijn moeder overleden is. Ze doet dit op een manier alsof ze boodschappen gaat doen. Alsof het een kleinigheid is. Het is haar laatste kleinigheid, omdat ze overleden is. Het is dus ironisch taalgebruik.
Tijdlijn 2.
Marianne Klein leefde al tijden in een sleur. In de laatste nacht voor haar vertrek werd ze verkracht en mishandeld door haar man. Dit moet de laatste ‘kleinigheid’ zijn geweest die haar liet besluiten te vertrekken.

## Deel 2. De dag valt uit de hemel
"Er zijn twee soorten waarheden: de ene wijst de weg, de andere verwarmt het hart". (Raymond Chandler)
Tijdlijn 1.
Andreas is in het huis van zijn moeder, die daar opgebaard ligt. Ze moeten een beslissing nemen wat ze met haar gaan doen.
Na de dood gaat het leven weer verder en moeten er belangrijke beslissingen worden genomen, zoals het regelen van de uitvaart. Het leven gaat dus gewoon door.
Tijdlijn 2.
Marianne Klein stapt op de tram. Ze blikt terug op haar slechte huwelijk en saaie leven. Omdat haar huwelijk zo slecht was, zag ze het op een bepaald moment niet meer zitten en wou ze zelfmoord plegen.
Die dag dat ze de tram instapte, kwam de dag uit de hemel vallen. Nu kan ze een nieuw leven beginnen en eindelijk gelukkig worden.

## Deel 3. Een bed voor sneeuwwitje
"O Awater, ik weet waarvan gij peinst". (Nijhoff)
In beide tijdlijnen wordt er teruggeblikt op belangrijke gebeurtenissen in de geschiedenis. Waarbij geweld, angst en de dood centraal staan.
Marianne Klein wordt door haar kinderen als dood beschouwd. Ze is dus schijndood, net als sneeuwwitje.

## Deel 4. Het dolen
Arie, de automonteur, is de minnaar van Marianne. Als Marianne voorbij Artis rijdt, brengt zij een bezoek aan de garage van Arie. Die neemt haar mee naar huis en dat leidt tot een uitgebreide seksscène. Juist voor dit soort dingen was Marianne bij haar gezin weg gegaan. Als Andreas achter de relatie tussen zijn moeder en Arie komt, brengt hij hen een onwelkom bezoekje. Andreas komt tot de conclusie dat hij zich enorm schaamt voor zijn moeder, of zoals Etter het zegt: “Wat een moeder. Wat een mens. Uit dat kutwijf moest ik geboren worden!”.
Dolen:
` do - len (doolde, h. gedoold) dwalen; dolende ridder op avontuur beluste, rondzwervende ridder '
Het hoofdstuk heet het dolen omdat Marianne dwaalt, rondzwerft naar een verlangende minnaar.

## Deel 5. Halte Samarra
Samarra is een stad in Irak die bekendstaat om de Grote Moskee van de architect al-Mutawakkil. In ‘de Bekoring’ worden de woningen van Van Epen in Amsterdam vergeleken met de Grote Moskee van al-Mutawakkil. Het woord 'halte' wordt ook wel gezien als de laatste rustplaats van Marianne. De jonge Marianne die terugkeert naar haar gezin in de Harmoniehof na een liefdesreis en de bejaarde Marianne die overlijdt na een levensreis.

## Tijd
In De Bekoring zijn er twee tijdlagen te zien.
De eerste tijdlaag is die van de dagen waarop de moeder van Andreas Klein overleden is tot aan haar crematie. Deze tijdlaag is gemakkelijk te herleiden, omdat in het wereldnieuws op dat moment de gijzelingsactie van de schoolkinderen in Beslan speelt (begin september 2004).
De tweede tijdlaag is de dag waarop de moeder van Andreas - op zijn verjaardag in 1960 - haar koffers pakt om bij haar man en kinderen weg te gaan. Op de achtergrond van de wereldgeschiedenis speelt dan het afzetten van de Kongolese president Loemoemba. De radio meldde het overlijden van nazi-generaal Albert Kesselring. In Kongo werd de eerste leider van het pas onafhankelijk geworden land, Loemoemba, gearresteerd en mishandeld. Het decor van deze tweede tijdlaag is Amsterdam.